# Andreas Müller (Politiker, 1955)
Andreas Müller (* 26. September 1955 in Elsterwerda) ist ein ehemaliger deutscher kommunaler Wahlbeamter. Von 1994 bis 2015 war er Beigeordneter für Allgemeine Verwaltung der Stadt Leipzig. Von November 2005 bis März 2006 übte er kommissarisch das Amt des Oberbürgermeisters aus.

## Leben
Andreas Müller war Mitglied des Dresdner Kreuzchors, 1974 legte er sein Abitur ab. Von 1974 bis 1976 und von 1980 bis 1988 studierte er Theologie, dazwischen machte er eine Facharbeiterausbildung als Möbeltischler und arbeitete auch in diesem Beruf. Nach dem Zweiten Theologisches Examen erfolgte von 1988 bis 1990 die Repetentur (Vikariat) in Praktischer Theologie am Theologischen Seminar Leipzig.
1990 arbeitete er für die SPD der DDR am Leipziger Runden Tisch mit. Auf Vorschlag des zur Kommunalwahl vom 6. Mai 1990 neu gewählten Oberbürgermeisters Hinrich Lehmann-Grube verzichtete Müller auf die für ihn vorgesehene Pfarrstelle und übernahm das Organisations- und Personaldezernat der Stadt Leipzig. 1990 wurde er hauptamtlicher Beigeordneter für das Dezernat Allgemeine Verwaltung der Stadt Leipzig. 1994, 2001 und 2008 wurde Müller als Beigeordneter wiedergewählt. Als Erster Bürgermeister vertrat er ab dem 22. November 2005 den wegen seiner Ernennung zum Bundesminister verhinderten Oberbürgermeister Wolfgang Tiefensee. Seine kommissarische Amtsführung endete mit dem Amtsantritt von Burkhard Jung am 29. März 2006. Seit Juni 2006 war Müller Erster Bürgermeister und Beigeordneter für Allgemeine Verwaltung.
Am 25. September 2015 beendete Andreas Müller seine Tätigkeit als Erster Bürgermeister und Beigeordneter und ging in den Ruhestand.
Andreas Müller ist verheiratet und Vater von vier Kindern.